# Coalición electoral
Se denomina coalición, lista o pacto electoral a la agrupación de partidos políticos y/o alianzas políticas u organizaciones de ciudadanos que tienen como objetivo el presentar una candidatura única en un proceso electoral. No se debe confundir con los preacuerdos electorales, ya que las coaliciones electorales pretenden, con la unión de varias formaciones, obtener un mejor resultado por una doble vía: en primer lugar, mostrando al electorado la capacidad de agrupar en torno a un candidato o programa común, los distintos pareceres; segundo, adquiriendo ventajas de los sistemas electorales (mayoritarios o proporcionales) al tiempo de la adjudicación de escaños u otros puestos a elegir. Se pretende conseguir así que los votos dirigidos a grupos minoritarios que, por separado, no podrían obtener representación política, se sumen a otros.
El régimen jurídico de las coaliciones electorales varía según los países. En la mayoría, en el periodo anterior al proceso electoral, se les exige, para poder concurrir a la convocatoria con candidatura propia, la entrega, por parte de las diferentes direcciones de los partidos políticos, de los acuerdos por los que formalizan la unión y se inscriben en un registro creado al efecto ante el órgano de la administración pública designado o el órgano electoral judicial. En dicho documento debe constar además el nombre de la coalición, el símbolo y las siglas, los grupos políticos que la integran y las elecciones a las que pretenden concurrir.
Según las distintas legislaciones, las limitaciones para la creación de coaliciones electorales varían. En unos países se exige que el partido político que se integre en la coalición no pueda concurrir a la misma convocatoria con sus propias siglas, aun en circunscripciones o distritos electorales en donde la coalición no se presente.